# Christoper AG-1
Christopher AG-1 là một dự án tàu bay đột kích của Hoa Kỳ trong Chiến tranh thế giới II, nhưng dự án này đã bị hủy bỏ vào tháng 9 năm 1943.

## Tính năng kỹ chiến thuật
Dữ liệu lấy từ Mrazek
Đặc tính tổng quát
- Kíp lái: 2
- Sức chứa: 6
- Trọng lượng có tải: 8.500 lb (3.856 kg)

Hiệu suất bay
- Vận tốc hành trình: 240 mph (209 kn; 386 km/h)